# Chalain-d’Uzore
Chalain-d’Uzore település Franciaországban, Loire megyében. Lakosainak száma 668 fő (2022. január 1.). Chalain-d’Uzore Champdieu, Marcilly-le-Châtel, Montverdun, Pralong és Saint-Paul-d’Uzore községekkel határos.

## Népesség
A település népességének változása:
| Lakosok száma | 233  | 337  | 375  | 549  | 539  | 535  | 557  | 592  | 610  | 668  |
|               | 1968 | 1982 | 1990 | 2006 | 2013 | 2015 | 2017 | 2019 | 2020 | 2022 |